# 거북이 (영화)
"거북이"는 1970년 공개된 대한민국의 영화이다.

## 배역
- 신영균
- 윤정희
- 김동원
- 이순재

## 수상
- 제1회 무등영화상
  - 남우주연상 - 신영균